# ニコラス・クレーマー
ニコラス・クレーマー（Nicholas Kraemer、1945年3月7日 - ）は、イギリスの指揮者、チェンバロ奏者。

## 略歴
スコットランドのエディンバラに生まれる。
チェンバロ奏者としてスタートしたが、1970年代にイギリス室内管弦楽団を弾き振りして名声を博し、そのレパートリーもバロック音楽のみならず、19、20世紀の音楽に拡がる。
指揮者としては1986年から1992年までアイルランド室内管弦楽団、1985年から1993年までロンドン・バッハ管弦楽団の音楽監督をつとめ、現在はマンチェスター・カメラータとシカゴのミュージック・オブ・ザ・バロックの首席客演指揮者、スイスのヴィンタートゥーア・ムジークコレギウム管弦楽団の永世客演指揮者である。